# Парубій Андрій Володимирович
Андрі́й Володи́мирович Парубі́й (нар. 31 січня 1971, Шептицький, Львівська область, Українська РСР, СРСР) — український політик. Голова Верховної Ради України з 14 квітня 2016 року по 28 серпня 2019 року.
Співголова міжпарламентської асамблеї Верховної Ради України, Сейму Литви та Сейму й Сенату Польщі. Голова Виконавчого комітету Національної парламентської групи в Міжпарламентському союзі. Член РНБО.
Секретар Ради національної безпеки і оборони України з 27 лютого по 7 серпня 2014 року. Народний депутат України 6-го, 7-го та 8-го скликань. Член СНПУ (1994—2004), «Наша Україна» (2004—2012), «Фронт Змін» (2012), ВО «Батьківщина» (2012—2014), «Народний фронт» (2014—2019) та «Європейська Солідарність» (з 2019). Під час Євромайдану був комендантом Самооборони Майдану.
У минулому редактор науково-політичного журналу «Орієнтири».

## Біографія
Андрій Парубій народився 31 січня 1971 року в Червонограді Львівської області України. Онук кулеметника Збройних сил Української держави та Української галицької армії, учасника битви за Львів 1918 року.
Стрийки воювали в лавах УПА. Родина була виселена до Сибіру строком на 10 років.
Закінчив історичний факультет Львівського університету (1994, спеціальність — історик, викладач історії), аспірантуру Львівської політехніки (2001, спеціальність — політологія та соціологія).
Працював:
- лаборантом (1987—1989) та старшим лаборантом (1991) Карпатської архітектурно-археологічної експедиції Інституту суспільних наук АН УРСР;
- лаборантом Верхньодністровської слов'яно-руської археологічної експедиції Інституту суспільних наук АН УРСР (1987—1988);
- керівник націоналістичної молодіжної організації — Товариство «Спадщина» (1988). Брав участь у національно-визвольному русі, організовував перші в Україні пікети. У 1989 його було арештовано за організацію несанкціонованого мітингу.

У 2006 Парубій знявся у заставках, ще на той момент новоствореного каналу «Кіно» (зараз «2+2»).

### Початок політичної діяльності
З 1990 року — депутат Львівської обласної ради, секретар постійної депутатської комісії з питань молоді й спорту.
У 1991 році разом з Олегом Тягнибоком був одним з засновників Соціал-національної партії України (СНПУ), перейменованої у 2004 у Всеукраїнське об'єднання «Свобода».
У 1994—1998 роках — депутат Львівської міськради, голова депутатської групи.
З 1996 року — керівник Товариства сприяння Збройним Силам та Військово-Морському Флоту України «Патріот України».
З 1999 року — редактор науково-політичного журналу «Орієнтири».
З 2002 року — депутат, заступник голови Львівської обласної ради.
Активний учасник «Помаранчевої революції». Під час подій листопада-грудня 2004 року був комендантом Українського дому в Києві. Нагороджений пам'ятним знаком «Визначному учаснику Помаранчевої революції». Член політичної ради партії «Наша Україна».
З 2005 року — голова партії «Народний союз «Українці!»», реорганізованої в Громадянське об'єднання «Український дім».
З квітня 2006 року до грудня 2007 року — депутат Львівської обласної ради від «Наша Україна».
У лютому 2010 року Парубій звернувся до Європейського парламенту переглянути свою негативну реакцію на рішення екс-президента України Віктора Ющенка про присвоєння Степану Бандері, лідеру «Організації українських націоналістів», звання Героя України.
З 2007 по 2012 — народний депутат України VI скликання від блоку «Наша Україна — Народна самооборона». Голова підкомітету з питань контролю над здійсненням зовнішніх відносин Комітету Верховної Ради у закордонних справах. Член депутатської групи В'ячеслава Кириленка «За Україну!».
3 лютого 2012 року написав заяву про вихід з партії «Наша Україна». 6 червня вступив до партії «Фронт Змін».
З 2012 по 2014 рік — народний депутат України VII скликання від ВО «Батьківщина». Голова підкомітету з питань законодавчого забезпечення інтеграції України в міжнародний науковий та освітній простір Комітету Верховної Ради з питань науки і освіти.

### Євромайдан

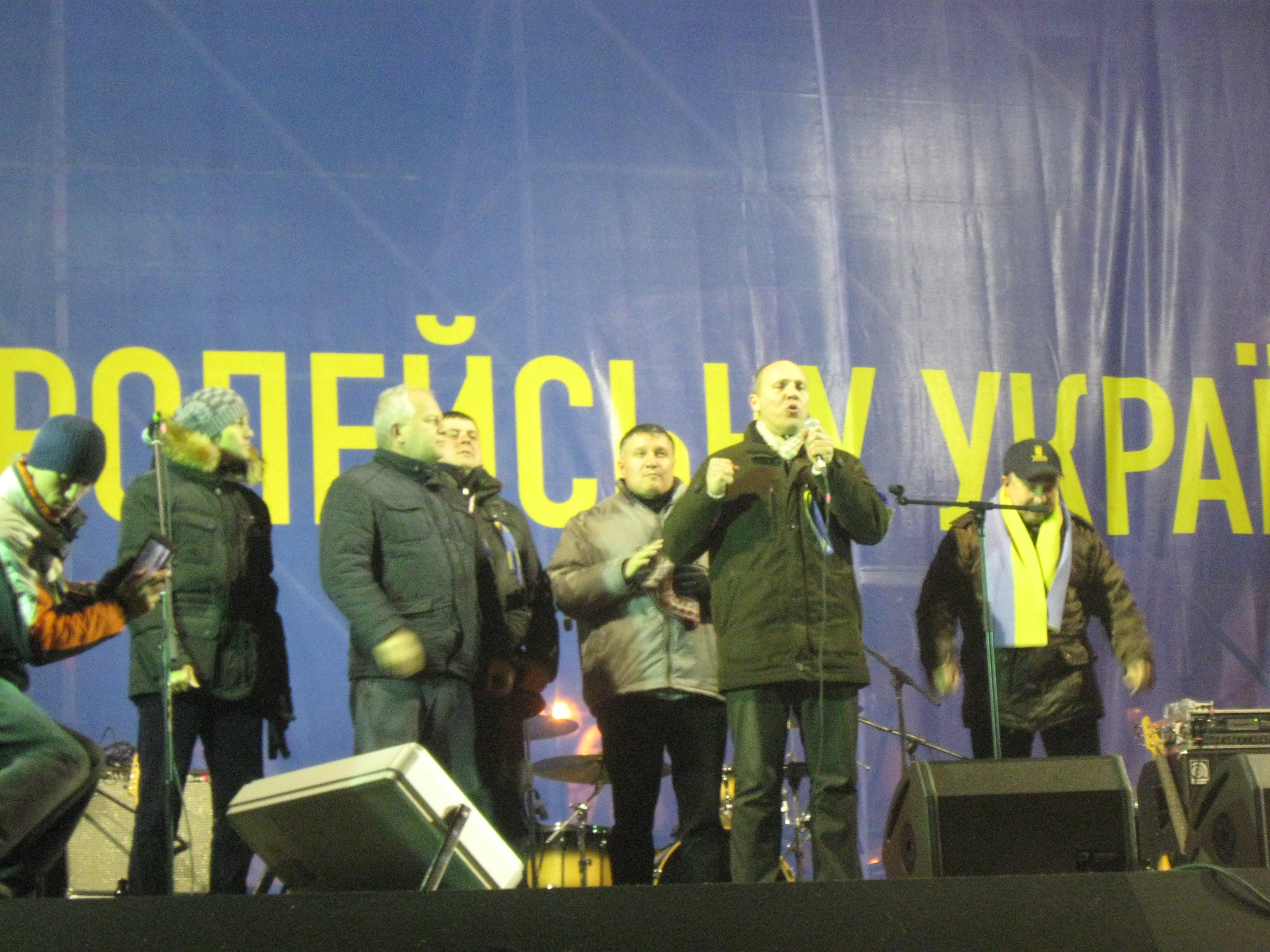
Парубій на сцені Євромайдану. Київ, 8 грудня 2013 року.

З листопада 2013 по лютий 2014 року координував щоденне функціонування Євромайдану (м. Київ, Майдан Незалежності); був фактичним комендантом і очільником його наметового містечка та керівником загонів Самооборони Майдану.
Після підписання Президентом Януковичем і лідерами опозиції 21 лютого 2014 року Угоди про врегулювання політичної кризи в Україні, в ніч з 21 лютого на 22 лютого загонами Самооборони, під керівництвом Парубія, був узятий під контроль урядовий квартал в Києві — будівлі Верховної Ради, Адміністрації президента, Кабінету міністрів і МВС.
Парубій добровільно склав депутатські повноваження 17 березня 2014 року у зв'язку призначенням на посаду секретаря РНБО.

### Секретар РНБО
27 лютого 2014 року, після перемоги Євромайдану і відсторонення Віктора Януковича від влади, указом виконувача обов'язків Президента України Олександра Турчинова Андрій Парубій призначений Секретарем РНБО. На час його перебування на посаді припали початок тимчасової анексії Криму Росією і збройний конфлікт на сході України. Як секретар Ради національної безпеки і оборони, Парубій курирував антитерористичну операцію проти сепаратистів на сході України.
19 березня Парубій доручив МВС посилити охорону ядерних об'єктів, 24 березня — «провести розслідування на предмет того, наскільки діяльність російських телеканалів відповідає українському законодавству, якщо є там факти розпалювання міжнаціональної ворожнечі, заклики до війни, сепаратизму тощо».
7 серпня 2014 року оголосив, що подав відставку із займаної посади, додавши, що «в час війни коментувати відставку вважаю неприйнятним». Того ж дня заяву про відставку підписав Президент Петро Порошенко.
18 серпня виведений зі складу РНБО. Пізніше Парубій пояснив свою відставку існуванням розбіжностей з главою держави. Зокрема, як стверджує Володимир Семків, він критикував мирний план Петра Порошенка, вважаючи його безперспективним.

### Депутатство (2014–2016)
26 серпня 2014 р. покинув політраду партії «Батьківщина».
10 вересня 2014 року на з'їзді партії «Народний фронт» разом із командирами добровольчих батальйонів був включений до Військової ради — спеціального органу, для розробки пропозицій по обороноздатності України.
На позачергових виборах до Верховної ради 2014 року обраний народним депутатом України за партійним списком (№ 4 у списку) від Народного фронту.
4 грудня 2014 року голосами 313 народних депутатів обраний Першим заступником Голови Верховної Ради України.. Як і голова Верховної Ради, В. Гройсман, А. Парубій підтримав Постанову про особливий порядок самоврядування на Донбасі, а також і проєкт змін до Конституції щодо «децентралізації влади», що передбачає цей особливий порядок.

### Спікер
14 квітня 2016 року Парубія було обрано Головою Верховної Ради. Він замінив на цій посаді Володимира Гройсмана, який очолив Кабінет Міністрів України. Член РНБО.
15 лютого 2019 року Парубій підписав розпорядження про створення Офісу парламентської реформи. Голова ВР зазначив, що до роботи в офісі планується залучити 15 співробітників відповідно до напрямів парламентської роботи.
2 серпня 2019 року Шевченківський суд Києва зобов'язав ДБР відкрити кримінальне провадження щодо Парубія через можливе втручання його у виборчий процес.

## Політичні погляди

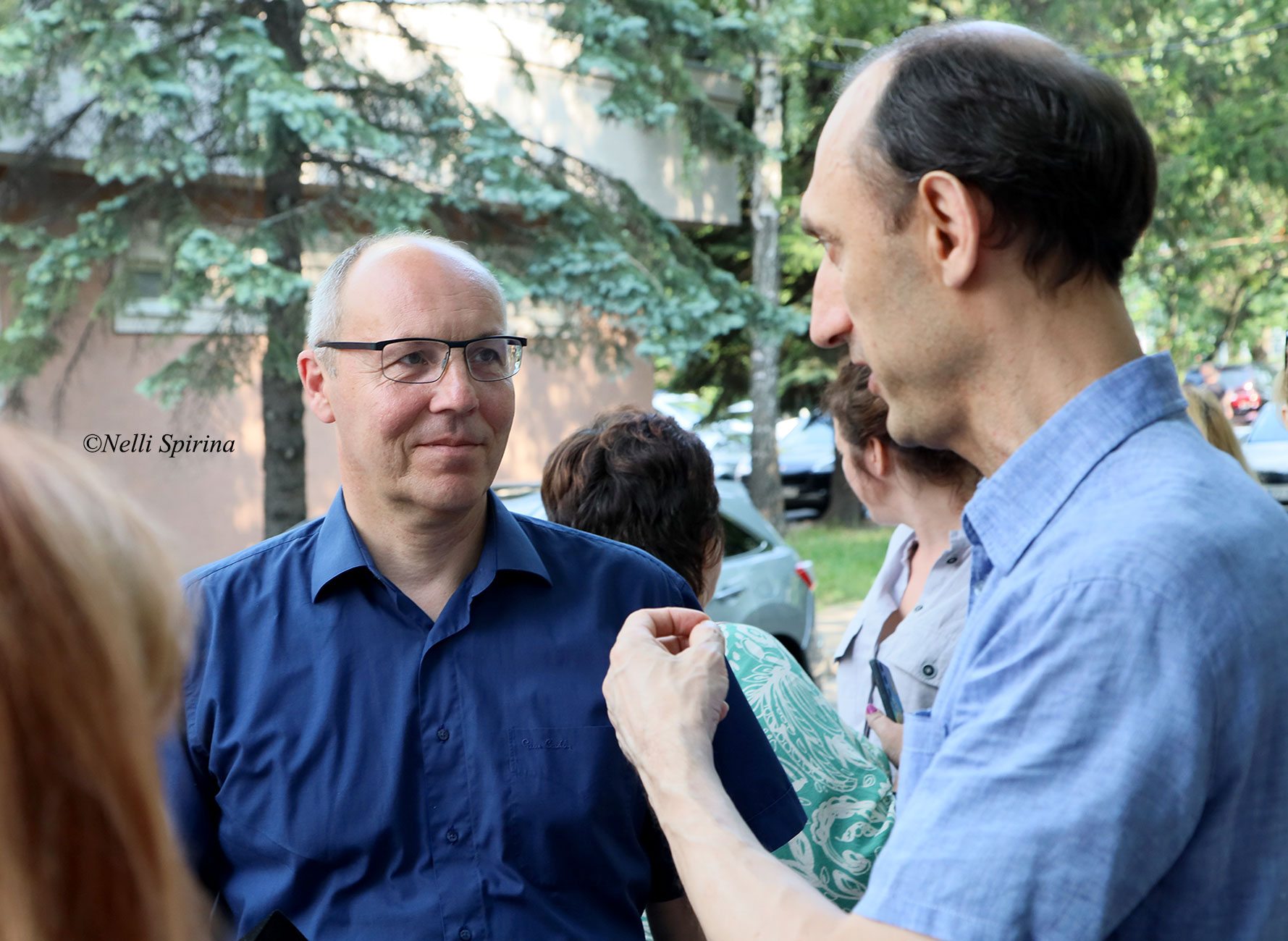
Андрій Парубій спілкується з Романом Червінським перед засіданням в Шевченківському суді м.Києва. 18 липня 2024 року

Андрій Володимирович Парубій є прихильником створення Балто-Чорноморського союзу. Про це він, зокрема заявив 20 травня 2016 року в інтерв'ю телеканалу «Рада» після зустрічі 16 травня з главою польсько-української групи дружби у парламенті Польщі Міхалом Дворчіком. За словами Парубія «Україна має стати одним із центрів ухвалення рішень, одним з центрів впливу як велика могутня держава». Він також зауважив, що «ідея Балто-Чорноморського союзу, як одного з форматів європейської інтеграції України, є надзвичайно перспективною і важливою для нашої держави».
18 липня 2024 року в Шевченківському суді м.Києва підтримав звинуваченого полковника Романа Червінського.

## Нагороди та почесні звання
- Орден князя Ярослава Мудрого V ст. (23 червня 2009 року) — за вагомий особистий внесок у розвиток конституційних засад української державності, багаторічну сумлінну працю, високий професіоналізм у захисті конституційних прав і свобод людини і громадянина[23]
- Орден «За заслуги» III ст. (6 грудня 2006 року) — за вагомий особистий внесок у розвиток місцевого самоврядування, багаторічну сумлінну працю і високий професіоналізм[24]
- Відзнака Президента України — ювілейна медаль «25 років незалежності України» (19 серпня 2016 року) — за значні особисті заслуги у становленні незалежної України, утвердженні її суверенітету та зміцненні міжнародного авторитету, вагомий внесок у державне будівництво, соціально-економічний, культурно-освітній розвиток, активну громадсько-політичну діяльність, сумлінне та бездоганне служіння Українському народу[25]
- Почесна грамота Президента України
- Орден хреста Святого Андрія Первозванного. Вселенський патріарх Варфоломій нагородив 6 січня 2019 року[26].

## Родина та особисте життя
Дружина — Уляна Юріївна, працює на кафедрі фольклористики Львівського національного університету. Дочка — Ярина (нар. 2001).

## Книги
- Погляд справа: статті, виступи, інтерв'ю. — Львів: Орієнтири, 1999. — 44 с.
- Записки коменданта: хроніка Українського дому — фортеці Помаранчевої революції — Львів: Ліга-Прес, 2005. — 112 с. — ISBN 966-397-011-1

### Декларація
- Е-декларація